# 天下郡國利病書
《天下郡國利病書》，明朝地方誌書輯錄，共120卷，是明末清初顧炎武撰。在四庫全書之中為史部地理類。
明亡後，顧炎武游苏杭、两淮，十谒明十三陵，足跡遍及全中國，旅途中以一骡二马载着应用书籍随行，一路“考其山川、风俗、疾苦利病”，“先取一统志，后取各省府州县志，后取二十一史，参互书之，几阅志书一千余部。”
寫成《别录》，是一部地理志长编，晚年将此书一分为二：“一为舆地之记，一为利病之书”，第一部書名《肇域志》，第二部是《天下郡國利病書》。
天下郡國利病書重點在於政事，概分兵防、赋税、水利三部份，以讲究郡国利病贯穿全书。
梁啟超《中国近三百年学术史》中称此书为“政治地理学”。
乾隆五十四年（1789），黄丕烈從张秋塘手中購得《天下郡国利病书》原稿。
光绪三十二年（1906）八月十五日，叶昌炽在苏州看到吴讷士收藏的《利病书》初稿。
宣统元年（1909），方还和王颂文在吴家发现《利病书》原稿，吴讷士後人將原稿贈昆山圖書館收藏。

## 延伸阅读
[在维基数据编辑]
 《天下郡國利病書 (四部叢刊本)》（ 在维基共享资源阅览影像）